# Los Gaiteros de San Jacinto
Los Gaiteros de San Jacinto são um grupo musical folclórico da Colômbia, vencedores do Grammy Latino de 2007, na categoria de Melhor Álbum de Música Folclórica. A cúmbia tradicional, já em via de extinção, é o género mais explorado pela banda, considerada uma das bandas folclóricas mais prestigiadas da América Latina.
Ao longo dos tempos, vários gaiteiros da cumbia tocavam nas costas colombianas, até que os mais velhos foram falecendo e a tradição foi desaparecendo ou evoluindo, procurando-se uma cumbia orquestrada ou com vertentes de rock and roll. Contudo, Los Gaiteros de San Jacinto conservaram a forma tradicional deste género.
O grupo era formado originalmente por Antonio "Toño" Fernández, Juan Hernández ("Juancho") e Joaquin Nicolás Hernández ("Nico"). Em 2007 foram nomeados para um Grammy Latino, juntamente com a fadista portuguesa Mariza e com dois grupos mexicanos, seleccionados entre 5000 mil outras gravações. Venceram e levaram para a Colômbia mais um Grammy, que ajudou ainda a promover o género musical que desempenham.